# Mercure de Césarée
Pour les articles homonymes, voir Mercure.
Mercure de Césarée, né vers 224 en Cappadoce, alors province romaine de la partie orientale de l'Asie mineure, et mort vers 250 à Césarée de Cappadoce, est un militaire, saint et mégalomartyr chrétien.

## Biographie historique
Peu de faits avérés sont connus du personnage historique. Son lieu de naissance, en Cappadoce est traditionnellement identifié comme étant la ville d'Eskentos, mais aucune localité portant ce nom n'a jamais été répertoriée. Il est probable que ce nom dérive, après déformation sur transcription erronée de celui de Scandos, qui aurait été, selon certains auteurs, le nom que portait dans l'Antiquité la ville actuelle de Nevşehir.

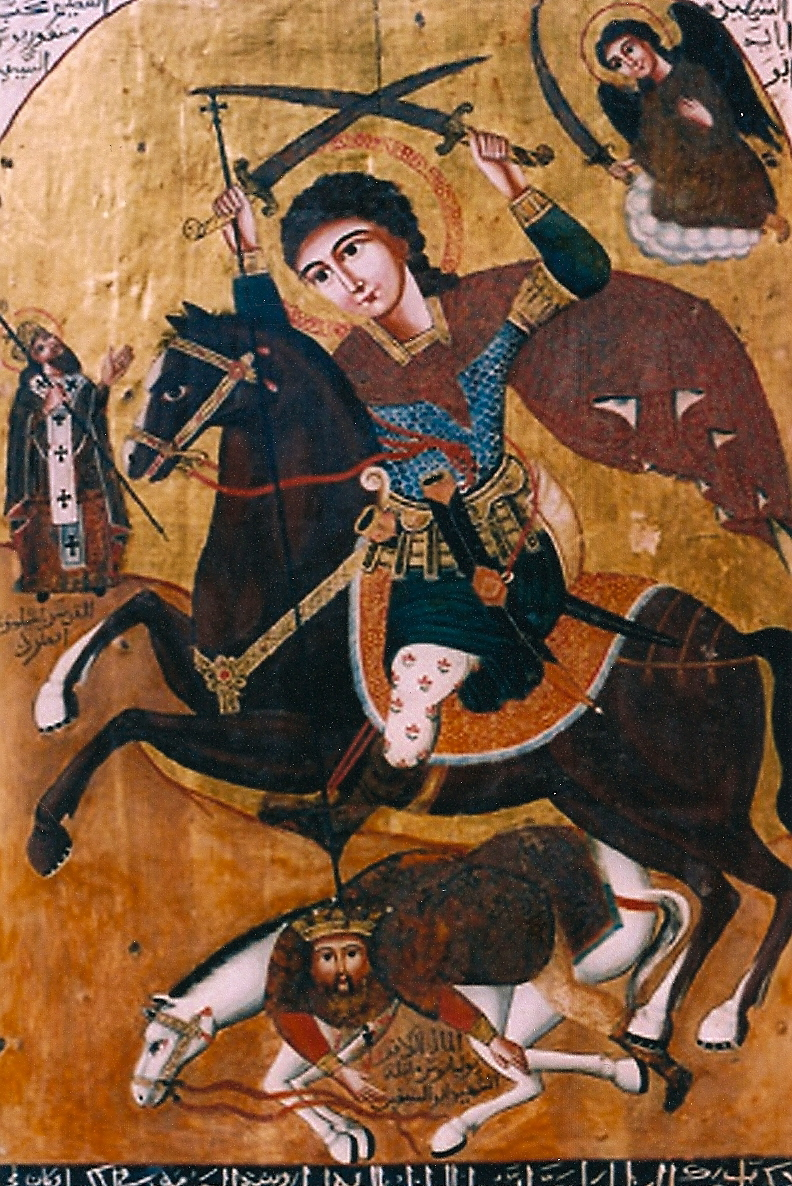
Icône copte de Mercure de Césarée par Yuhanna al-Armani, église suspendue, Le Caire.

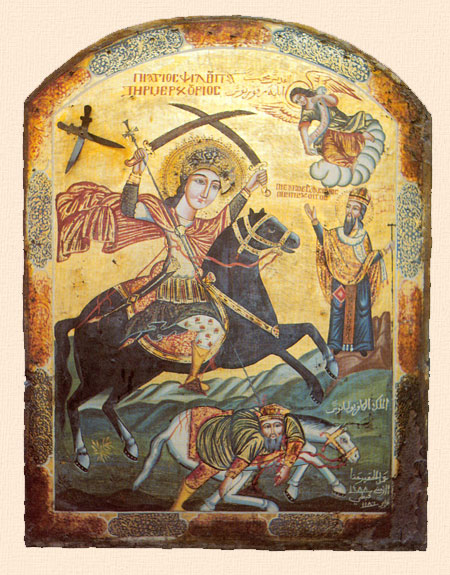
La vision de Saint Basile de la mort de l'empereur Julien de la lance de Saint Mercure. Icône copte, église Saint Mercure, dans le Vieux Caire.

Les nombreux récits de martyre en Cappadoce tels que celui de Saint Mercure ne sont pas le fruit du hasard, en ce début de IIIe siècle où l'Empire romain luttait contre le christianisme dans sa partie orientale. Césarée de Cappadoce est reconnue comme ayant été le berceau du christianisme dans la région. En ce siècle ayant précédé le premier concile de Nicée et l'époque de Saint Basile de Césarée, tous les récits concernant Saint Mercure se rapportent à une période obscure, sans sources fiables et paraissent en grande partie légendaires. Selon le mythe le plus répandu, Mercure de Césarée, un soldat romain récemment converti au christianisme, aurait combattu héroïquement aux côtés de l'empereur romain Dèce dans une guerre contre les Goths et aurait été récompensé par l'empereur pour sa bravoure. Mais ayant par la suite refusé de participer aux sacrifices païens pendant la persécution de Dèce, il aurait été envoyé à Césarée pour y être décapité.
L'emplacement de sa tombe est inconnu et son nom en arabe est Abou Sifine, ce qui signifie « le possesseur de deux épées », en référence à une deuxième épée qui lui aurait été donnée par l'archange Michel.

## Hagiographie
Selon la tradition, son nom de naissance était Philopater (ou Philopatyr), c'est-à-dire en grec, « celui qui aime son père » ; ce dernier, nommé Yares, était un officier scythe de l'armée romaine.

## Culte et postérité
Mercure de Césarée est notamment révéré par la communauté copte d'Égypte qui le nomme Abou Sifine.